# Provincia di Sara
Sara è una provincia del dipartimento boliviano di Santa Cruz ed il suo capoluogo è Portachuelo.

## Storia
La provincia fu creata il 25 settembre 1883 dal presidente boliviano Campero. Anteriormente la provincia Sara faceva parte della provincia Gutiérrez, che occupava le attuali provincie del dipartimento di Santa Cruz, Ichilo, Andrés Ibañez e Obispo Santiesteban.
Il suo nome è di origine Chané, un gruppo indigeno che può esser ora considerato parte dei Guaraní, e significa "acque quiete", facendo riferimento al fiume Guapay che sarebbe stato ribattezzato dai conquistadores e dai colonizzatori spagnoli Rio Grande.

## Geografia antropica

### Suddivisioni amministrative
La provincia è suddivisa in 3 comuni:
- Portachuelo
- Santa Rosa del Sara
- Colpa Bélgica